# Czesław Wołłejko
Czesław Wołłejko, né le 17 mars 1920 à Vilnius et mort le 7 février 1987 à Varsovie, est un acteur de cinéma et de théâtre polonais.

## Filmographie
au cinéma
- 1986 : Republika nadziei - Lipski
- 1983 : Marynia - Pławicki, père de Marynia
- 1982 : Danton - Vadier
- 1981 : Miłość ci wszystko wybaczy - Buczyński, directeur du théâtre
- 1975 : Zaklęte rewiry - baron Humaniewski
- 1974 : Gniazdo
- 1974 : Drzwi w murze - Directeur Malarski
- 1972 : Kopernik - Lucas Watzenrode, oncle de Kopernik
- 1973 : Les Noces - Hetman
- 1972 : Ocalenie
- 1969 : Przygoda z piosenką - Cox
- 1969 : Le locataire de l'appartement M3 - le narrateur
- 1966 : Kochajmy syrenki - Seweryn Patera
- 1963 : Smarkula - docteur Bogdan Lewandowski
- 1962 : Czarne skrzydła - directeur Cœur
- 1960 : Szczęściarz Antoni - Antoni Grabczyk
- 1952 : La Jeunesse de Chopin - Frédéric Chopin

## Récompenses et distinctions
- Croix de chevalier dans l'Ordre Polonia Restituta en 1955.